# ENTPD6
ENTPD6 (англ. Ectonucleoside triphosphate diphosphohydrolase 6 (putative)) – білок, який кодується однойменним геном, розташованим у людей на короткому плечі 20-ї хромосоми. Довжина поліпептидного ланцюга білка становить 484 амінокислот, а молекулярна маса — 53 246.
| 10         |  | 20         |  | 30         |  | 40         |  | 50         |
| ---------- |  | ---------- |  | ---------- |  | ---------- |  | ---------- |
| MKKGIRYETS |  | RKTSYIFQQP |  | QHGPWQTRMR |  | KISNHGSLRV |  | AKVAYPLGLC |
| VGVFIYVAYI |  | KWHRATATQA |  | FFSITRAAPG |  | ARWGQQAHSP |  | LGTAADGHEV |
| FYGIMFDAGS |  | TGTRVHVFQF |  | TRPPRETPTL |  | THETFKALKP |  | GLSAYADDVE |
| KSAQGIRELL |  | DVAKQDIPFD |  | FWKATPLVLK |  | ATAGLRLLPG |  | EKAQKLLQKV |
| KKVFKASPFL |  | VGDDCVSIMN |  | GTDEGVSAWI |  | TINFLTGSLK |  | TPGGSSVGML |
| DLGGGSTQIA |  | FLPRVEGTLQ |  | ASPPGYLTAL |  | RMFNRTYKLY |  | SYSYLGLGLM |
| SARLAILGGV |  | EGQPAKDGKE |  | LVSPCLSPSF |  | KGEWEHAEVT |  | YRVSGQKAAA |
| SLHELCAARV |  | SEVLQNRVHR |  | TEEVKHVDFY |  | AFSYYYDLAA |  | GVGLIDAEKG |
| GSLVVGDFEI |  | AAKYVCRTLE |  | TQPQSSPFSC |  | MDLTYVSLLL |  | QEFGFPRSKV |
| LKLTRKIDNV |  | ETSWALGAIF |  | HYIDSLNRQK |  | SPAS       |  |            |

A: Аланін

C: Цистеїн

D: Аспарагінова кислота

E: Глутамінова кислота

F: Фенілаланін

G: Гліцин

H: Гістидин

I: Ізолейцин

K: Лізин

L: Лейцин

M: Метіонін

N: Аспарагін

P: Пролін

Q: Глутамін

R: Аргінін

S: Серин

T: Треонін

V: Валін

W: Триптофан

Кодований геном білок за функцією належить до гідролаз. 
Задіяний у такому біологічному процесі, як альтернативний сплайсинг. 
Білок має сайт для зв'язування з іоном кальцію, іоном магнію. 
Локалізований у мембрані, апараті гольджі.
Також секретований назовні.